# 波洛温卡市镇
波洛温卡市镇（俄语：Муниципальное образование «Половинка»）是俄罗斯联邦伊尔库茨克州巴彦代区所属的一个市镇。其下辖有个居民点，行政中心为波洛温卡。据2016年统计，该市镇的人口为828人。